# BigBang
BigBang ist eine der erfolgreichsten norwegischen Rockbands der 2000er Jahre.

## Bandgeschichte
Gegründet wurde die Band 1992 in Oslo vom Sänger und Gitarristen Øystein Greni. Nachdem dem erfolgreichen Skater, der 1991 die Europameisterschaft in Antwerpen gewann, durch eine Knieverletzung eine sportliche Zukunft als Profi verbaut worden war, wandte er sich der Musik zu und schloss sich mit Christer Engen und Erik Tresselt zur Band BigBang zusammen. Anfänglich hielt sich ihr Erfolg in Grenzen. Ihr selbstproduziertes Debütalbum Waxed stieß 1995 auf wenig Resonanz. Als sich Engen 1997 der Punkband Turbonegro anschloss, stand BigBang schon kurz vor dem Aus. 1999 verließ auch Tresselt die Band. 
In der Besetzung Greni, Olaf Olsen und Nikolai Hængsle Eilertsen kam dann jedoch noch im selben Jahr der Durchbruch. Beim by:Larm-Festival in Stavanger legten sie einen überzeugenden Liveauftritt hin, der ihnen einen Plattenvertrag mit dem Majorlabel Warner einbrachte. Die EP Girl in Oslo brachte ihnen im Frühjahr 2000 mit Platz 3 die höchste Platzierung in den norwegischen Singlecharts und hielt sich 13 Wochen in den Top 20. Das nachfolgende Album Clouds Rolling By, das dritte Bandalbum, stieg auf Platz 2 der Album Top 40 ein.
Ihren herausragenden Ruf als Liveband unterstrichen sie 2003 mit dem Livealbum Radio Radio TV Sleep, das nicht nur ihr erstes Nummer-eins-Album war, sondern als das erfolgreichste Livealbum in Norwegen gilt und mittlerweile Gold-Status erreicht hat. Obwohl ab 2004 mehrfach der Bassist wechselte, hielt der Erfolg von BigBang unvermindert an. Im Zweijahresrhythmus erschienen neue Alben, die sich allesamt an der Chartspitze platzieren konnten.
2008 wagten Øystein Greni und Kollegen auch den Schritt in die USA. Eine Zusammenstellung aus ihrem bisherigen Repertoire wurde als Album unter dem Titel From Acid to Zen für den US-Markt produziert und von Los Angeles aus tourten sie durch die Staaten.
Seit 2009 spielt BigBang wieder in der Erfolgsformation der frühen 2000er mit Greni, Olsen und Eilertsen zusammen.

## Bandmitglieder
- Øystein Greni (* 15. Juni 1976 in Oslo), Gitarrist, Sänger und Songschreiber
- Olaf Olsen (* 8. August 1976), Schlagzeuger
- Nikolai Hængsle Eilertsen (* 24. Juni 1978 in Skotselv), Bassist und Keyboarder
  - war von 2004 bis 2008 Mitglied bei The National Bank

ehemalige Mitglieder (Auswahl)
- Christer Engen, Schlagzeuger (1992–1997)
  - war von 1997 bis 2008 Mitglied bei Turbonegro
- Erik Tresselt, Bassist (1992–1999, 2004–2005)
- Martin Horntveth, Schlagzeuger (1997–1999)
- Karim Sayed, Schlagzeuger (2000–2001)
- Øyvind Storli Hoel, Bassist (2007–2008)

## Diskografie

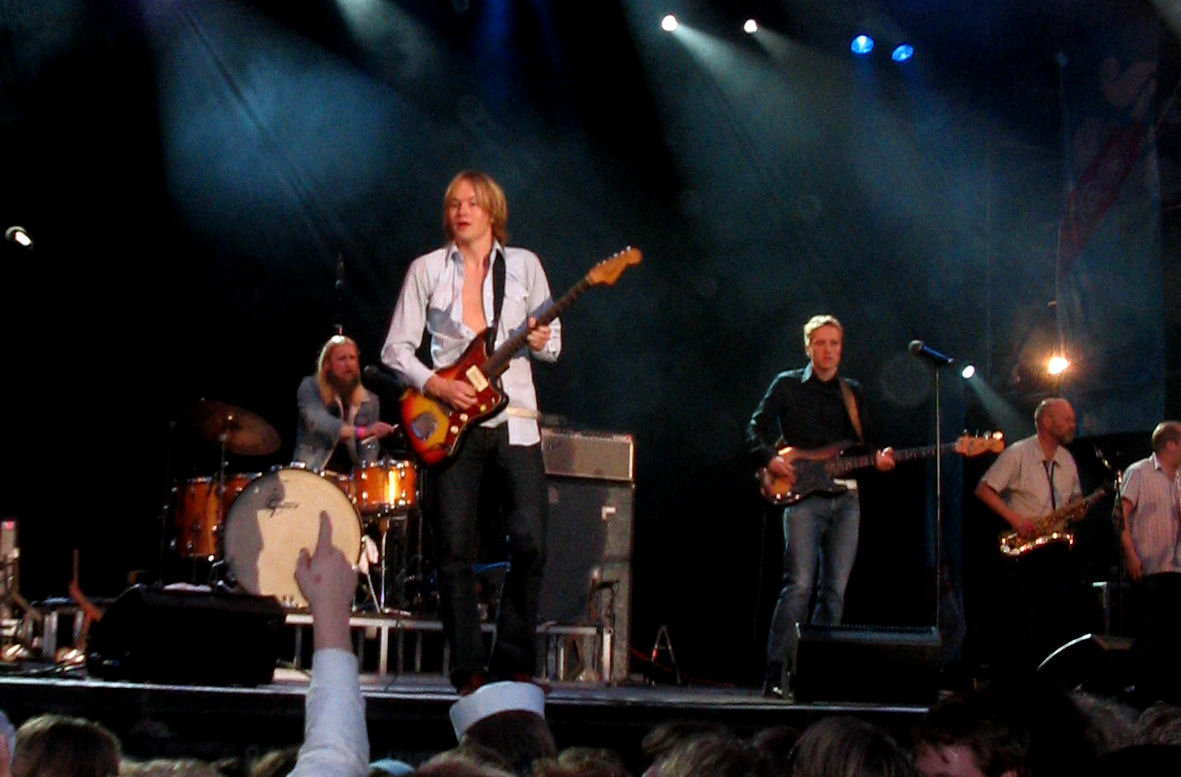
Die norwegische Band BigBang live (2005)

### Alben
| Jahr | Titel                        | Höchstplatzierung, Gesamtwochen, AuszeichnungChartsChartplatzierungen (Jahr, Titel, Platzierungen, Wochen, Auszeichnungen, Anmerkungen) | Anmerkungen |
| Jahr | Titel                        | NO | Anmerkungen |
| ---- | ---------------------------- | --- | ----------- |
| 2000 | Clouds Rolling By            | NO2 Gold · (8 Wo.)NO |             |
| 2002 | Frontside Rock’n’ Roll       | NO3 (9 Wo.)NO |             |
| 2003 | Radio Radio TV Sleep         | NO1 Gold · (11 Wo.)NO | Livealbum   |
| 2005 | Poetic Terrorism             | NO1 (21 Wo.)NO |             |
| 2007 | Too Much Yang                | NO1 Gold · (21 Wo.)NO |             |
| 2007 | Something Special – The Best | NO15 Gold · (8 Wo.)NO |             |
| 2009 | Edendale                     | NO1 Platin · (22 Wo.)NO |             |
| 2011 | Epic Scrap Metal             | NO1 (21 Wo.)NO |             |
| 2013 | The Oslo Bowl                | NO1 (9 Wo.)NO |             |
| 2019 | Glory Chord                  | NO4 (1 Wo.)NO |             |

Weitere Alben
- 1995: Waxed
- 1999: Electric Psalmbook (NO: Gold)
- 2007: Wild Bird
- 2008: From Acid to Zen (US-Veröffentlichung)

### EPs
| Jahr | Titel               | Höchstplatzierung, Gesamtwochen, AuszeichnungChartsChartplatzierungen (Jahr, Titel, Platzierungen, Wochen, Auszeichnungen, Anmerkungen) | Anmerkungen |
| Jahr | Titel               | NO | Anmerkungen |
| ---- | ------------------- | --- | ----------- |
| 2000 | Girl in Oslo        | NO3 (13 Wo.)NO |             |
| 2000 | New Glow            | NO12 (3 Wo.)NO |             |
| 2001 | Smiling For         | NO7 (3 Wo.)NO |             |
| 2005 | Not a Rolling Stone | NO12 (3 Wo.)NO |             |

### Singles
| Jahr | Titel Album                 | Höchstplatzierung, Gesamtwochen, AuszeichnungChartsChartplatzierungen (Jahr, Titel, Album, Platzierungen, Wochen, Auszeichnungen, Anmerkungen) | Anmerkungen |
| Jahr | Titel Album                 | NO | Anmerkungen |
| ---- | --------------------------- | --- | ----------- |
| 2007 | I Don’t Wanna Too Much Yang | NO9 (6 Wo.)NO |             |
| 2009 | Swedish Television Edendale | NO11 (6 Wo.)NO |             |